# Carmelle Robert
Carmelle Robert est une astrophysicienne québécoise et professeure à l’Université Laval.

## Biographie
Carmelle Robert obtint un baccalauréat en physique de l’Université de Sherbrooke en 1984, ainsi qu’une maitrise et un doctorat en astrophysique à l’Université de Montréal en 1987 et en 1992 respectivement. De 1991 à 1994, elle complète un postdoctorat à l'Institut des sciences du télescope spatial où elle est l’une des premiers chercheurs à se consacrer à l’étude de spectres ultraviolets d'étoiles massives avec le télescope Hubble,.